# Breaza de Sus, Prahova
Breaza de Sus este o localitate componentă a orașului Breaza din județul Prahova, Muntenia, România.

## Istorie
Așezarea a fost atestată documentar în 1510.
Breaza de Sus a avut rang de comună până în 1968.

## Personalități
General de brigadă Ion Manolescu (1869-1946). Apreciat pentru clarviziunea planului de operații pentru luptele de la Mărăști, militarul Ion Manolescu a desfășurat o intensă activitate intelectuală și civică. Ca intelectual a publicat cca. o carte pe an. Una dintre cele mai bune analize ale vremii despre războiul ruso-japonez din 1904-1905. Între 1920-1923 a fost director al Societății "Mormintele Eroilor". A făcut parte din comitetul de inițiativă al organizației "Cercetașii României" (1914), iar în perioada a fost Ajutorul Cdt. Marii Legiuni a cercetașilor  din România. A înființat "Casa Națională «România Mare»" (1920).